# Сальватьерра (муниципалитет)
Сальватьерра (исп. Salvatierra) — муниципалитет в Мексике, штат Гуанахуато, с административным центром в одноимённом городе. Численность населения, по данным переписи 2010 года, составила 97 054 человека.

## Общие сведения
Площадь муниципалитета равна 593 км², что составляет 1,94 % от общей площади штата, а наивысшая точка расположена в поселении Сан-Франсиско-дела-Пенья и равна 2192 метрам.
Сальватьерра граничит с другими муниципалитетами штата Гуанахуато: на северо-западе с Хараль-дель-Прогресо, на севере с Кортасаром, на востоке с Тариморо, на юго-востоке с Акамбаро, на западе с Юририей и Сантьяго-Мараватио, а также на юге граничит с другим штатом Мексики — Мичоаканом.

## Учреждение и состав
Муниципалитет был образован в 1824 году, в его состав входит 80 населённых пунктов, самые крупные из которых:
| Код INEGI | Населённый пункт                                                                             | Численность населения (2005 год) | Численность населения (2010 год) |
| --------- | -------------------------------------------------------------------------------------------- | -------------------------------- | -------------------------------- |
| 028       | Всего                                                                                        | 92411                            | 97054                            |
| 0001      | Сальватьерра (исп. Salvatierra) 20°12′54″ с. ш. 100°52′41″ з. д.                             | 36306                            | 37203                            |
| 0064      | Урирео (исп. Urireo) 20°12′56″ с. ш. 100°50′26″ з. д.                                        | 7649                             | 8679                             |
| 0058      | Сан-Николас-де-Агустино (исп. San Nicolás de los Agustinos) 20°14′52″ с. ш. 100°57′59″ з. д. | 6876                             | 7148                             |
| 0060      | Сан-Педро-де-лос-Наранхос (исп. San Pedro de los Naranjos) 20°13′38″ с. ш. 100°56′19″ з. д.  | 4365                             | 4494                             |
| 0048      | Эль-Сабино (исп. El Sabino) 20°17′02″ с. ш. 101°00′17″ з. д.                                 | 3904                             | 4095                             |
| 0031      | Мараватио-дель-Энсиналь (исп. Maravatío del Encinal) 20°12′20″ с. ш. 100°57′49″ з. д.        | 3262                             | 3398                             |
| 0013      | Купарео (исп. Cupareo) 20°13′44″ с. ш. 101°01′04″ з. д.                                      | 1982                             | 2061                             |
| 0025      | Санто-Томас-Уациндео (исп. Santo Tomás Huatzindeo) 20°13′20″ с. ш. 100°55′14″ з. д.          | 1950                             | 2044                             |

## Экономика
По статистическим данным 2000 года, работоспособное население занято по секторам экономики в следующих пропорциях: сельское хозяйство, скотоводство и рыбная ловля — 25,5 %, промышленность и строительство — 24,4 %, сфера обслуживания и туризма — 47,2 %, прочее — 2,9 %.

## Инфраструктура
По статистическим данным 2010 года, инфраструктура развита следующим образом:
- электрификация: 98,5 %;
- водоснабжение: 97,3 %;
- водоотведение: 89,9 %.

## Фотографии

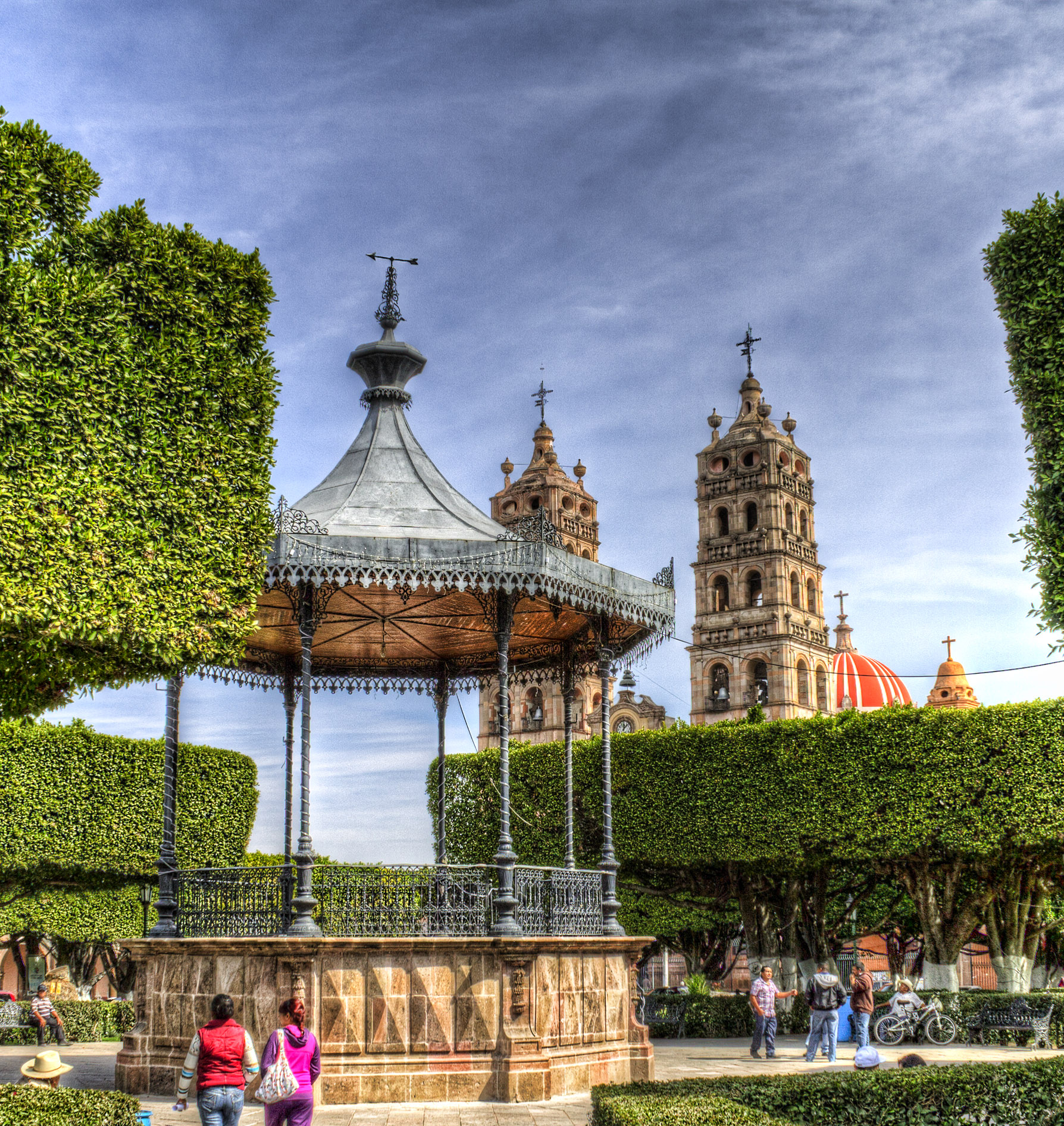
Центр города Сальватьерра
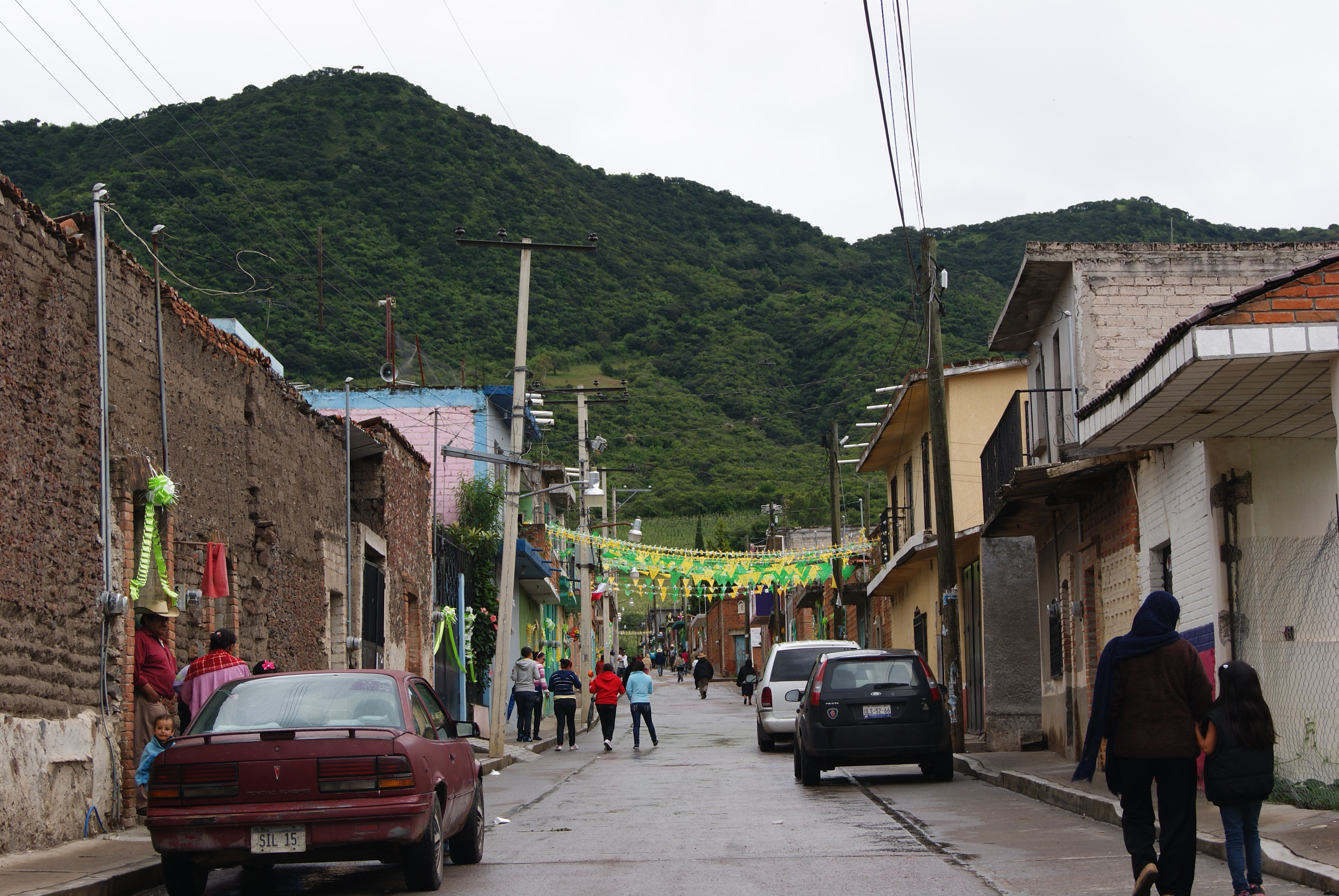
Сан-Пабло-Пехо
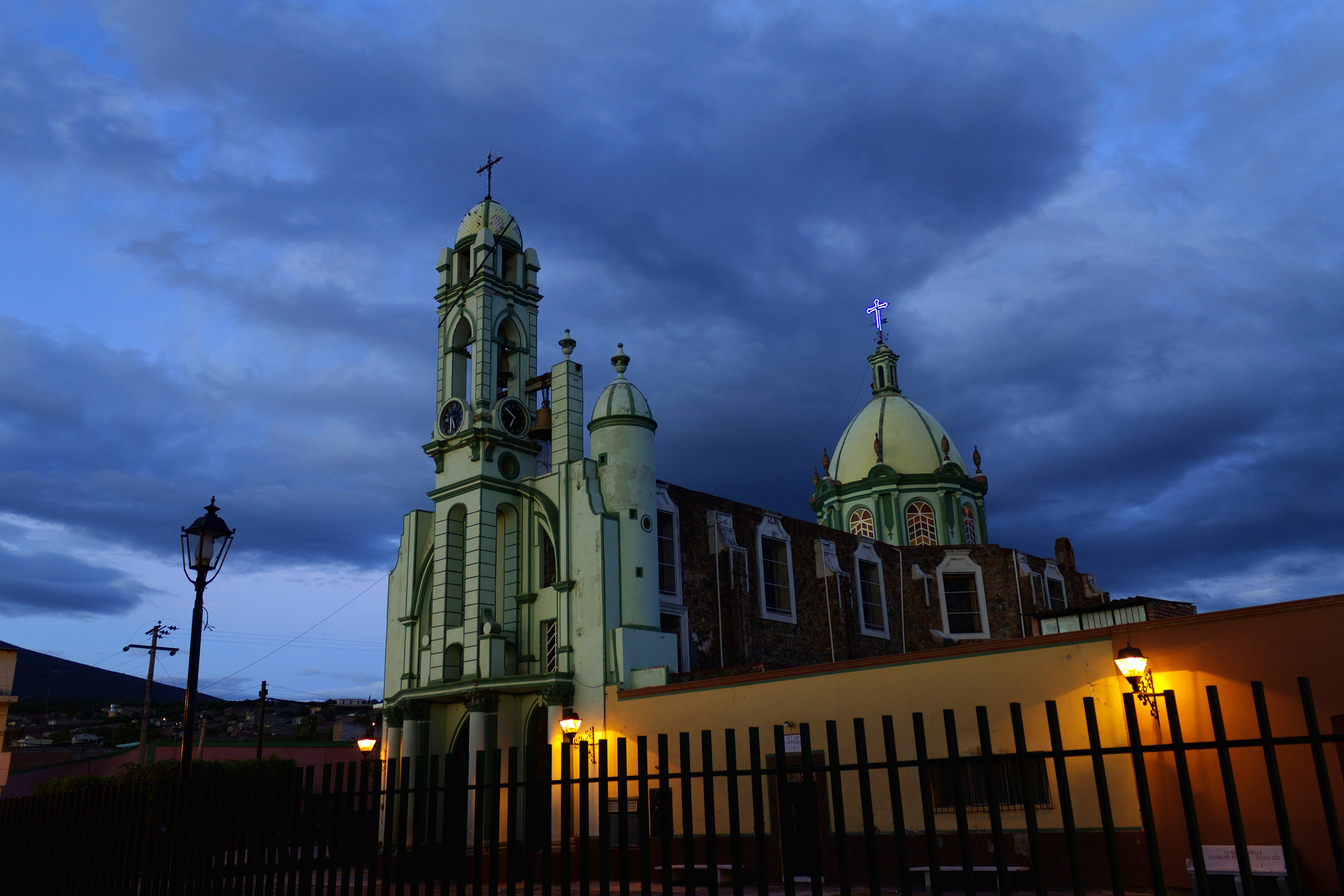
Церковь в Эль-Сабино